# Graafschap Eu

Graafschap Eu

Het graafschap Eu was eigenlijk een deel van het Hertogdom Normandië en komt ongeveer overeen met het Kanton Eu.
De eerste graaf was Godfried van Brionne, een bastaardzoon van hertog Richard I van Normandië. Tot 1246 was het graafschap in handen van het Huis Normandië. Adelheid van Eu, de laatste gravin uit het Huis Normandië huwde met Rudolf I van Lusignan en zo komt het graafschap Eu in handen van het Huis Lusignan. Maria van Lusignan, de kleindochter van Adelheid, trouwde met Alfons van Brienne en zo kwam het graafschap in handen van het Huis Brienne (1260-1350).
Van 1350 regeerde het Huis Capet-Artois, tot Jan van Bourgondië het graafschap in 1472 verkreeg. Elisabeth van Bourgondië, de dochter van Jan, huwde met Johan I van Kleef en zo kwam het graafschap in het Huis van Kleef tot 1633. Na de dood van Catharina van Kleef werd haar zoon Karel I van Guise, graaf. Zijn zoon Hendrik II van Guise, aartsbisschop van Reims verkocht het graafschap in 1657 aan het Frans koningshuis Huis Orléans.

## Graven van Eu (onvolledig)
- Godfried van Brionne (996-1015)
- Gilbert van Brionne (1015-1040)